# Cottus duranii
Cottus duranii és una espècie de peix pertanyent a la família dels còtids.

## Descripció
- Fa 9,8 cm de llargària màxima.[1]

## Hàbitat
És un peix d'aigua dolça, bentopelàgic i de clima temperat.

## Distribució geogràfica
Es troba a Europa: conques dels rius Dordonya i Loira.

## Observacions
És inofensiu per als humans.